# Willem Bosman
Willem Bosman (12. ledna 1672, Utrecht, Nizozemsko – po roce 1703?) byl nizozemský koloniální úředník a obchodník ve službách Západoindocké společnosti. Narodil se v Utrechtu. Na konci 17. století strávil 13 roků v Ašantské říši, později na Zlatonosném pobřeží. Nakonec působil jako velitel pevnosti Elmina na Zlatonosném pobřeží. V roce 1702 se vrátil zpět do Nizozemska. O jeho dalším životě se nedochovaly žádné zprávy.
Nejvíce se proslavil publikací s názvem Nauwkeurige beschrijving van de Guinese Goud-Tand-en Slavekust, vydanou v roce 1704 v Utrechtu. V ní zveřejnil všechny geografické, historické, etnografické a přírodopisné záznamy získané během působení v Ašantské říši.